# Тарчізіо Бурньїч
Тарчізіо Бурньїч (італ. Tarcisio Burgnich, * 25 квітня 1939, Руд — 26 травня 2021) — колишній італійський футболіст, захисник. По завершенні ігрової кар'єри — футбольний тренер.
Як гравець насамперед відомий виступами за клуб «Інтернаціонале», а також національну збірну Італії.
П'ятиразовий чемпіон Італії. Володар Кубка Італії. Дворазовий переможець Ліги чемпіонів УЄФА. Дворазовий володар Міжконтинентального кубка. У складі збірної — чемпіон Європи.

## Клубна кар'єра
Вихованець футбольної школи клубу «Удінезе». Дорослу футбольну кар'єру розпочав 1958 року в основній команді того ж клубу, в якій провів два сезони, взявши участь лише у 8 матчах чемпіонату.
Згодом з 1960 по 1962 рік грав у складі команд клубів «Ювентус» та «Палермо». Протягом сезону, проведеного в «Ювентусі», виборов титул чемпіона Італії.
Своєю грою за останню команду привернув увагу представників тренерського штабу клубу «Інтернаціонале», до складу якого приєднався 1962 року. Відіграв за «нераззуррі» наступні дванадцять сезонів своєї ігрової кар'єри. Більшість часу, проведеного у складі «Інтернаціонале», був основним гравцем захисту команди. За цей час додав до переліку своїх трофеїв ще чотири титули чемпіона Італії, ставав володарем Кубка чемпіонів УЄФА (двічі), володарем Міжконтинентального кубка (також двічі).
Завершив професійну ігрову кар'єру у клубі «Наполі», за команду якого виступав протягом 1974—1977 років. За цей час додав до переліку своїх трофеїв титул володаря Кубка Італії.

## Виступи за збірну
1963 року дебютував в офіційних матчах у складі національної збірної Італії. Протягом кар'єри у національній команді, яка тривала 12 років, провів у формі головної команди країни 66 матчів, забивши 2 голи. У складі збірної був учасником чемпіонату світу 1966 року в Англії, чемпіонату Європи 1968 року в Італії, здобувши того року титул континентального чемпіона, чемпіонату світу 1970 року у Мексиці, де разом з командою здобув «срібло», чемпіонату світу 1974 року у ФРН.

## Кар'єра тренера
Розпочав тренерську кар'єру невдовзі по завершенні кар'єри гравця, 1978 року, очоливши тренерський штаб клубу «Ліворно».
В подальшому очолював команди клубів «Катандзаро», «Болонья», «Комо», «Дженоа», «Ланероссі», «Кремонезе», «Салернітана», «Фоджа», «Луккезе-Лібертас» та «Тернана».
Наразі останнім місцем тренерської роботи був клуб «Пескара», команду якого Тарчізіо Бурньїч очолював як головний тренер до 2001 року.

## Статистика виступів

### Статистика клубних виступів
| Сезон   | Клуб             | Чемпіонат | Чемпіонат | Чемпіонат |
| Сезон   | Клуб             | Ліга      | Ігор      | Голів     |
| ------- | ---------------- | --------- | --------- | --------- |
| 1958–59 | «Удінезе»        | A         | 1         | 0         |
| 1959–60 | «Удінезе»        | A         | 7         | 0         |
| 1960–61 | «Ювентус»        | A         | 13        | 0         |
| 1961–62 | «Палермо»        | A         | 31        | 1         |
| 1962–63 | «Інтернаціонале» | A         | 31        | 0         |
| 1963–64 | «Інтернаціонале» | A         | 33+1      | 0         |
| 1964–65 | «Інтернаціонале» | A         | 32        | 1         |
| 1965–66 | «Інтернаціонале» | A         | 30        | 0         |
| 1966–67 | «Інтернаціонале» | A         | 30        | 2         |
| 1967–68 | «Інтернаціонале» | A         | 30        | 0         |
| 1968–69 | «Інтернаціонале» | A         | 30        | 1         |
| 1969–70 | «Інтернаціонале» | A         | 26        | 1         |
| 1970–71 | «Інтернаціонале» | A         | 29        | 0         |
| 1971–72 | «Інтернаціонале» | A         | 27        | 0         |
| 1972–73 | «Інтернаціонале» | A         | 30        | 0         |
| 1973–74 | «Інтернаціонале» | A         | 30        | 0         |
| 1974–75 | «Наполі»         | A         | 30        | 0         |
| 1975–76 | «Наполі»         | A         | 30        | 0         |
| 1976–77 | «Наполі»         | A         | 24        | 0         |
| Усього  | Усього           |           | 494+1     | 6         |

### Статистика виступів за збірну
| Дата       | Місто           | Господарі         | Результат  | Гості      | Турнір                | Голи | Примітки        |
| ---------- | --------------- | ----------------- | ---------- | ---------- | --------------------- | ---- | --------------- |
| 10/11/1963 | Рим             | Італія            | 1 – 1      | СРСР       | Відбір до ЧЄ 1964     | -    |                 |
| 04/11/1964 | Генуя           | Італія            | 6 – 1      | Фінляндія  | Відбір до ЧС 1966     | -    |                 |
| 13/03/1965 | Гамбург         | ФРН               | 1 – 1      | Італія     | товариський матч      | -    |                 |
| 18/04/1965 | Варшава         | Польща            | 0 – 0      | Італія     | Відбір до ЧС 1966     | -    |                 |
| 01/11/1965 | Рим             | Італія            | 6 – 1      | Польща     | Відбір до ЧС 1966     | -    |                 |
| 09/11/1965 | Глазго          | Шотландія         | 1 – 0      | Італія     | Відбір до ЧС 1966     | -    |                 |
| 07/12/1965 | Неаполь         | Італія            | 3 – 0      | Шотландія  | Відбір до ЧС 1966     | -    |                 |
| 19/03/1966 | Париж           | Франція           | 0 – 0      | Італія     | товариський матч      | -    |                 |
| 14/06/1966 | Болонья         | Італія            | 6 – 1      | Болгарія   | товариський матч      | -    |                 |
| 18/06/1966 | Мілан           | Італія            | 1 – 0      | Австрія    | товариський матч      | 1    |                 |
| 22/06/1966 | Турин           | Італія            | 3 – 0      | Аргентина  | товариський матч      | -    |                 |
| 29/06/1966 | Флоренція       | Італія            | 5 – 0      | Мексика    | товариський матч      | -    |                 |
| 13/07/1966 | Сандерленд      | Італія            | 2 – 0      | Чилі       | ЧС 1966 - 1-й етап    | -    |                 |
| 16/07/1966 | Сандерленд      | СРСР              | 1 – 0      | Італія     | ЧС 1966 - 1-й етап    | -    |                 |
| 01/11/1966 | Мілан           | Італія            | 1 – 0      | СРСР       | товариський матч      | -    |                 |
| 22/03/1967 | Нікосія         | Кіпр              | 0 – 2      | Італія     | Відбір до ЧЄ 1968     | -    |                 |
| 01/11/1967 | Козенца         | Італія            | 5 – 0      | Кіпр       | Відбір до ЧЄ 1968     | -    |                 |
| 18/11/1967 | Берн            | Швейцарія         | 2 – 2      | Італія     | Відбір до ЧЄ 1968     | -    |                 |
| 23/12/1967 | Кальярі         | Італія            | 4 – 0      | Швейцарія  | Відбір до ЧЄ 1968     | -    |                 |
| 06/04/1968 | Софія           | Болгарія          | 3 – 2      | Італія     | Відбір до ЧЄ 1968     | -    |                 |
| 20/04/1968 | Неаполь         | Італія            | 2 – 0      | Болгарія   | Відбір до ЧЄ 1968     | -    |                 |
| 05/06/1968 | Неаполь         | Італія            | 0 – 0 д.ч. | СРСР       | ЧЄ 1968 - півфінал    | -    |                 |
| 08/06/1968 | Рим             | Італія            | 1 – 1 д.ч. | Югославія  | ЧЄ 1968 - Фінал       | -    |                 |
| 10/06/1968 | Рим             | Італія            | 2 – 0      | Югославія  | ЧЄ 1968 - Фінал       | -    | Чемпіони Європи |
| 23/10/1968 | Кардіфф         | Уельс             | 0 – 1      | Італія     | Відбір до ЧС 1970     | -    |                 |
| 01/01/1969 | Мехіко          | Мексика           | 2 – 3      | Італія     | товариський матч      | -    |                 |
| 05/01/1969 | Мехіко          | Мексика           | 1 – 1      | Італія     | товариський матч      | -    |                 |
| 29/03/1969 | Східний Берлін  | НДР               | 2 – 2      | Італія     | Відбір до ЧС 1970     | -    |                 |
| 24/05/1969 | Турин           | Італія            | 0 – 0      | Болгарія   | товариський матч      | -    |                 |
| 04/11/1969 | Рим             | Італія            | 4 – 1      | Уельс      | Відбір до ЧС 1970     | -    |                 |
| 22/11/1969 | Неаполь         | Італія            | 3 – 0      | НДР        | Відбір до ЧС 1970     | -    |                 |
| 21/02/1970 | Мадрид          | Іспанія           | 2 – 2      | Італія     | товариський матч      | -    |                 |
| 10/05/1970 | Лісабон         | Португалія        | 1 – 2      | Італія     | товариський матч      | -    |                 |
| 03/06/1970 | Толука-де-Лердо | Італія            | 1 – 0      | Швеція     | ЧС 1970 - 1-й етап    | -    |                 |
| 06/06/1970 | Пуебла          | Італія            | 0 – 0      | Уругвай    | ЧС 1970 - 1-й етап    | -    |                 |
| 11/06/1970 | Толука-де-Лердо | Італія            | 0 – 0      | Ізраїль    | ЧС 1970 - 1-й етап    | -    |                 |
| 14/06/1970 | Толука-де-Лердо | Італія            | 4 – 1      | Мексика    | ЧС 1970 - чвертьфінал | -    |                 |
| 17/06/1970 | Мехіко          | Італія            | 4 – 3 д.ч. | ФРН        | ЧС 1970 - півфінал    | 1    |                 |
| 21/06/1970 | Мехіко          | Бразилія          | 4 – 1      | Італія     | ЧС 1970 - Фінал       | -    | 2-ге місце      |
| 31/10/1970 | Відень          | Австрія           | 1 – 2      | Італія     | Відбір до ЧЄ 1972     | -    |                 |
| 08/12/1970 | Флоренція       | Італія            | 3 – 0      | Ірландія   | Відбір до ЧЄ 1972     | -    |                 |
| 20/02/1971 | Кальярі         | Італія            | 1 – 2      | Іспанія    | товариський матч      | -    |                 |
| 10/05/1971 | Дублін          | Ірландія          | 1 – 2      | Італія     | Відбір до ЧЄ 1972     | -    |                 |
| 09/06/1971 | Стокгольм       | Швеція            | 0 – 0      | Італія     | Відбір до ЧЄ 1972     | -    |                 |
| 25/09/1971 | Генуя           | Італія            | 2 – 0      | Мексика    | товариський матч      | -    |                 |
| 09/10/1971 | Мілан           | Італія            | 3 – 0      | Швеція     | Відбір до ЧЄ 1972     | -    |                 |
| 04/03/1972 | Афіни           | Греція            | 2 – 1      | Італія     | товариський матч      | -    |                 |
| 29/04/1972 | Мілан           | Італія            | 0 – 0      | Бельгія    | Відбір до ЧЄ 1972     | -    |                 |
| 13/05/1972 | Брюссель        | Бельгія           | 2 – 1      | Італія     | Відбір до ЧЄ 1972     | -    |                 |
| 17/06/1972 | Бухарест        | Румунія           | 3 – 3      | Італія     | товариський матч      | -    |                 |
| 21/06/1972 | Софія           | Болгарія          | 1 – 1      | Італія     | товариський матч      | -    |                 |
| 20/09/1972 | Турин           | Італія            | 3 – 1      | Югославія  | товариський матч      | -    |                 |
| 07/10/1972 | Люксембург      | Люксембург        | 0 – 4      | Італія     | Відбір до ЧС 1974     | -    |                 |
| 21/10/1972 | Берн            | Швейцарія         | 0 – 0      | Італія     | Відбір до ЧС 1974     | -    |                 |
| 13/01/1973 | Неаполь         | Італія            | 0 – 0      | Туреччина  | Відбір до ЧС 1974     | -    |                 |
| 25/02/1973 | Стамбул         | Туреччина         | 0 – 1      | Італія     | Відбір до ЧС 1974     | -    |                 |
| 31/03/1973 | Генуя           | Італія            | 5 – 0      | Люксембург | Відбір до ЧС 1974     | -    |                 |
| 09/06/1973 | Рим             | Італія            | 2 – 0      | Бразилія   | товариський матч      | -    |                 |
| 14/06/1973 | Турин           | Італія            | 2 – 0      | Англія     | товариський матч      | -    |                 |
| 29/09/1973 | Мілан           | Італія            | 2 – 0      | Швеція     | товариський матч      | -    |                 |
| 20/10/1973 | Рим             | Італія            | 2 – 0      | Швейцарія  | Відбір до ЧС 1974     | -    |                 |
| 14/11/1973 | Лондон          | Англія            | 0 – 1      | Італія     | товариський матч      | -    |                 |
| 08/06/1974 | Відень          | Австрія           | 0 – 0      | Італія     | товариський матч      | -    |                 |
| 15/06/1974 | Мюнхен          | Італія            | 3 – 1      | Гаїті      | ЧС 1974 - 1-й етап    | -    |                 |
| 19/06/1974 | Штутгарт        | Італія            | 1 – 1      | Аргентина  | ЧС 1974 - 1-й етап    | -    |                 |
| 23/06/1974 | Штутгарт        | Польща            | 2 – 1      | Італія     | ЧС 1974 - 1-й етап    | -    |                 |
| Усього     |                 | Матчів (20 місце) | 66         |            | Голів                 | 2    |                 |

## Титули і досягнення
- Чемпіон Італії (5):

«Ювентус»: 1960–61
«Інтернаціонале»: 1962–63, 1964–65, 1965–66, 1970–71
- Володар Кубка Італії (1):

«Наполі»: 1975–76
- Володар Кубка чемпіонів УЄФА (2):

«Інтернаціонале»: 1963–64, 1964–65
- Володар Міжконтинентального кубка (2):

«Інтернаціонале»: 1964, 1965
- Чемпіон Європи (1):

 Італія: 1968
- Віце-чемпіон світу: 1970